# Левченко, Митрофан Васильевич
Митрофа́н Васи́льевич Ле́вченко (23 ноября 1890, Суджа, Курская губерния — 22 ноября 1955, Ленинград) — российский и советский византинист, профессор (с 1938 года). Доктор исторических наук (1940).

## Биография
После окончания в 1915 году Нежинского историко-филологического института им. князя Безбородко, М. В. Левченко был прикомандирован к Петроградскому университету для подготовки к профессорской деятельности. Там он занимался под руководством Н. И. Кареева и М. И. Ростовцева, уделяя особое внимание истории поздней Римской империи.
С энтузиазмом встретив Октябрьскую революцию, Левченко вернулся в родную Суджу, где посвятил себя перестройке учреждений народного образования. В 1925 году он вступил в ВКП(б), а в 1930 году вернулся в Ленинград, где поступил в аспирантуру ЛИФЛИ. После того, как в 1933 году возобновилась деятельность по истории Византии в Государственной Академии истории материальной культуры, Левченко был зачислен туда старшим научным сотрудником и занимался там изучением аграрных отношений Византии V—VII веков. В 1939 году он приступил к написанию общего очерка истории Византии, защитив впоследствии эту книгу в качестве докторской диссертации.
В 1938 году Левченко перешёл на работу в Институт истории АН СССР, Ленинградское отделение которого он возглавлял в 1940—1944 годах, где им была организована группа по истории Византии. В 1941 году силами его группы был подготовлен «Византийский сборник», который смог выйти в свет только в 1945 году. Находясь в эвакуации сначала в Казани, затем в Ташкенте, Левченко продолжал заниматься научной и педагогической деятельностью. В годы войны им был подготовлен перевод сочинения Агафия Миринейского «О царствовании Юстиниана». Начиная с 1947 года Левченко в восстановленном «Византийском временнике» опубликовал ряд статей и рецензий. Незадолго до смерти им был подготовлена обширная монография «Византия и Русь».
В 1944 году была организована объединённая московская и ленинградская группа византиноведения под руководством академика Е. А. Косминского, активным участником которой стал Левченко. По его инициативе на историческом факультете ЛГУ в 1945 году была организована кафедра византиноведения, влившаяся в 1950 году в кафедру Средних веков. Возглавляя её, читая курсы по истории Византии и спецкурсы по источниковедению и историографии, Левченко вёл обширную работу по подготовке аспирантов.
Похоронен на Серафимовском кладбище.

## Основные работы
- История Византии: Краткий очерк. — М.; Л., 1940. — 272 с.
- Венеты и прасины в Византии V-VII вв. // Византийский временник. — 1947. — Т. 1. — С. 164—183.
- Агафий Миринейский. О царствовании Юстиниана. / Пер., ст. и примеч. М. В. Левченко. — М.-Л.: Изд-во АН СССР, 1953. — 221 с. — 3000 экз.
  - переизд.: (Серия «Памятники мировой истории и культуры»). — М.: Арктос, 1996. — 256 с. — 3000 экз.
- Очерки по истории русско-византийских отношений. М., 1956.